# Parpi
Parpi (en arménien Փարպի) est une communauté rurale du marz d'Aragatsotn, en Arménie. Elle compte 2 441 habitants en 2009.
L'historien Ghazar Parpetsi y est né en 442.